# Pánfilo de Narváez
Pánfilo de Narváez (Navalmanzano?, Segòvia, ca. 1470 – Florida, 1528) fou un militar, adelantado i conquistador espanyol, nomenat governador de la Florida.

## Naixement
L'origen del seu naixement ha estat discutit des de fa segles, sent les principals opcions Valladolid i Navalmanzano (Segòvia). Ja al segle xvii, el cronista Antonio de Herrera y Tordesillas escrivia a les seves Décadas: «Pánfilo de Narváez, natural de Tierra de Cuéllar para acudir a Diego Velázquez, por ser de Cuéllar, y Pánfilo, no como algunos quieren de Valladolid, sino de Tierra de Cuéllar, del Lugar de Navalmancano, adonde hay hidalgos de este apellido».
El seu origen segovià, de Navalmanzano, és l'opció més habitual entre els historiadors. Per altra banda, Bernal Díaz del Castillo és dels pocs que apunta el seu naixement a Valladolid. També s'ha demostrat el veïnatge de la família Narváez a Navalmanzano durant la seva vida, sent nebot seu Antonio Velázquez de Narváez, també conqueridor, fill de la seva germana María i Rodrigo Velázquez, parent de Diego Velázquez de Cuéllar, adelantado i primer governador de Cuba. Jacobo de la Pezuela el fa originari de Cuéllar.

## El servei al Carib
Va servir a Jamaica, a les ordres de Juan de Esquivel. Més tard, el 1509, fou ascendit a lloctinent del governador general de Cuba, Diego Velázquez de Cuéllar, amb qui col·laborà activament en la conquesta de l'illa.
Participà en la «matança de Caonao», un poblat situat al centre de l'illa. Durant els fets, ell i els seus homes massacraren a centenars d'indígenes que s'havien apropat a rebre'ls. La brutalitat de l'atac quedà retratat per un testimoni de l'escena, el sacerdot Bartolomé de las Casas. Junt amb aquest sacerdot i Juan de Grijalva, Narváez realitzà expedicions que el portaren fins a l'extrem més occidental de l'illa el 1514.
El 1518, Hernán Cortés, desobeint els mandats del governador Velázquez, s'embarcà rumb a Mèxic, i aquest, enfadat, envià a Narváez per seguir-lo amb instruccions de capturar-lo viu o mort.

## Presoner a Nova Espanya
Després de desembarcar Narváez a Villa Rica de la Vera Cruz hi hagué un període de lluites en les quals molts dels homes que acompanyaven Narváez es passaren a les files d'Hernán Cortés, entre ells Sancho de Barahona «el Vell», un extremeny avantpassat de Manuel José Arce, primer president de les Províncies Unides de l'Amèrica Central. Finalment Narváez fou derrotat a Zempoala, Veracruz, el 24 de maig de 1520, ferit per una llança en un ull pel piquer Pedro Sánchez Farfán, soldat de Cortés. En quedar borni fou empresonat i traslladat a Villa Rica de la Vera Cruz, on va estar-s'hi durant prop de dos anys.

## Governador de La Florida
Una vegada alliberat fou comissionat pel rei Carles V per conquerir La Florida amb el títol d'Adelantado, a més de Governador de totes les terres que descobrís des del riu de las Palmas fins als límits de la citada península.
Es feu a la mar a Sanlúcar de Barrameda (Cadis), el 17 de juny de 1527 al capdavant d'una flota de cinc vaixells i sis-cents homes. A Cuba foren sorpresos per tempestes i desercions que debilitaren l'expedició i no arribà a les costes de la Florida fins a l'abril de 1528.
Narváez desembarcà amb tres-cents dels seus homes i envià els vaixells cap a un port conegut per un dels pilots prop del riu Las Palmas, en el que actualment es coneix com a Jungle Prada Site, a Saint Petersburg, en un territori ple de nadius hostils.
A partir d'aquest punt l'expedició de Narváez es dirigí cap al nord a través de l'interior de Florida fins a arribar al territori dels poderosos indis apalachee a la recerca d'or. En no trobar l'or i les riqueses que buscava, i cansat de les hostilitats amb els indis, Narváez va ordenar construir unes canoes amb les quals descendí per riu fins al mar. Allà tenia intenció de reunir-se amb els vaixells i continuar a Mèxic, però els vaixells van ser destruïts per la tempesta. Gairebé tots els membres de l'expedició, entre els quals hi havia Narváez van morir. La tempesta va destruir dues de les quatre canoes. El 86 que van sobreviure a la tempesta va començar una caminada per terra fins a Mèxic, però la fam va acabar amb la major part d'ells. Només quatre homes van sobreviure al viatge: Álvar Núñez Cabeza de Vaca, Alonso del Castillo Maldonado, Andrés Dorantes de Carranza i un esclau amazic anomenat Estebanico.
Álvar Núñez Cabeza de Vaca va escriure una narració titulada Naufragios en la qual descriu les seves vivències i les dels tres companys, els quals travessaren a peu i durant vuit anys el sud-oest dels Estats Units i nord de Mèxic fins a arribar a Culiacán, a Sinaloa, on trobaren una població espanyola.